# 珠田镇
珠田镇，是中华人民共和国江西省吉安市遂川县下辖的一个乡镇级行政单位。原为珠田乡，2021年4月21日，撤乡设镇，以原珠田乡行政区域为珠田镇行政区域。行政区划代码为360827112。

## 行政区划
珠田镇下辖以下地区：
明珠社区、洋湖村、良洲村、珠田村、黄塘村、南村、岭上村、仙溪村、珠溪村、达溪村和大垅村。